# Воздвиженский сельсовет (Пономарёвский район)
Воздвиженский сельсовет — сельское поселение в Пономарёвском районе Оренбургской области Российской Федерации.
Административный центр — село Воздвиженка.

## История
9 марта 2005 года в соответствии с законом Оренбургской области № 1909/346-III-ОЗ образовано сельское поселение Воздвиженский сельсовет, установлены границы муниципального образования.

## Население
| 2010 | 2012 | 2013 | 2014 | 2015 | 2016 | 2017 |
| ---- | ---- | ---- | ---- | ---- | ---- | ---- |
| 692  | ↘664 | ↗666 | ↘643 | ↘632 | ↘601 | ↘587 |
| 2018 | 2019 | 2020 | 2021 |      |      |      |
| ↘558 | ↘536 | ↘509 | ↘492 |      |      |      |

## Состав сельского поселения
| № | Населённый пункт | Тип населённого пункта       | Население |
| - | ---------------- | ---------------------------- | --------- |
| 1 | Воздвиженка      | село, административный центр | 538       |
| 2 | Кирсаново        | село                         | 154       |